# Knokke Off
Knokke Off (Mar de fondo en Hispanoamérica y España; y High Tides internacionalmente) es una serie belga-neerlandesa de televisión por internet, creada por Anthony Van Biervliet. Estrenada el 12 de mayo de 2023 en la plataforma de streaming de la emisora pública VRT y 7 de diciembre de 2023 en Netflix, la historia gira en torno a un grupo de jóvenes y sus familias mientras pasan las vacaciones de verano en la exclusiva localidad costera de Knokke.
Se trata de una producción en dialecto flamenco, variedad del idioma neerlandés hablada en la Región Flamenca, en la que se ubica Knokke. La serie tuvo altos índices de audiencias en Flandes, área que abarca tanto Bélgica como Países Bajos.
En diciembre de 2023 se anunció que la serie sería renovada para una segunda temporada, la cual fue estrenada en marzo de 2025.

## Sinopsis
Louise Basteyns (Pommelien Thijs) y Alexandre "Alex" Vandael (Willem De Schryver) son una pareja veinteañera que pasa un verano sin preocupaciones con sus amigos en la elegante ciudad costera de Knokke. A este opulento lugar llegan Daan (Eliyha Altena) y su madre Melissa (Anna Drijver), provenientes de la ciudad neerlandesa de Breda.
A pesar de las fiestas extravagantes y el lujoso nivel de vida, los jóvenes igualmente sienten la presión familiar para cumplir con altas expectativas, al tiempo que deben enfrentar sus propios problemas personales. Como resultado, se enredan en la búsqueda de la verdadera amistad, el amor y su propia identidad.

## Episodios

### Primera temporada (2023)
| N.º | Título                         | Dirigido por | Escrito por             | Fecha de emisión original |
| --- | ------------------------------ | ------------ | ----------------------- | ------------------------- |
| 1   | «Welcome to Knokke, bitch!»    | Tom Goris    | Luk Wyns y Nele Vandael | 12 de mayo de 2023        |
| 2   | «Wil je ook eens proeven?»     | Tom Goris    | Luk Wyns y Nele Vandael | 12 de mayo de 2023        |
| 3   | «Wie bij de hond slaapt»       | Tom Goris    | Luk Wyns y Nele Vandael | 12 de mayo de 2023        |
| 4   | «Ik heb een fucking goed idee» | Tom Goris    | Luk Wyns y Nele Vandael | 19 de mayo de 2023        |
| 5   | «Home sweet home»              | Tom Goris    | Luk Wyns y Nele Vandael | 26 de mayo de 2023        |
| 6   | «Ik ruik naar seks»            | Tom Goris    | Luk Wyns y Nele Vandael | 02 de junio de 2023       |
| 7   | «The big bad wolf»             | Tom Goris    | Luk Wyns y Nele Vandael | 09 de junio de 2023       |
| 8   | «Da's tenminste een brave»     | Tom Goris    | Luk Wyns y Nele Vandael | 16 de junio de 2023       |
| 9   | «Ze weten het»                 | Tom Goris    | Luk Wyns y Nele Vandael | 23 de junio de 2023       |
| 10  | «Op de liefde?»                | Tom Goris    | Luk Wyns y Nele Vandael | 30 de junio de 2023       |

## Elenco
- Pommelien Thijs como Louise Basteyns
- Willem De Schryver como Alexander Vandael
- Eliyha Altena como Daan
- Manouk Pluis como Anouk
- Ayana Doucouré como Margaux
- Kes Bakker como Matti
- Jef Hellemans como Victor
- Emma Moortgat como Emilie Basteyns
- Anna Drijver como Melissa
- Ruth Becquart como Eleonore
- Geert Van Rampelberg como Patrick Vandael
- Ini Massez como Angelique
- Pieter Genard como Jan Basteyns
- Jasmine Sendar como Christine
- Gene Bervoets como Jacques
- Felicia van Remoortel como Olivia
- Pierre Gervais como Charles

## Producción

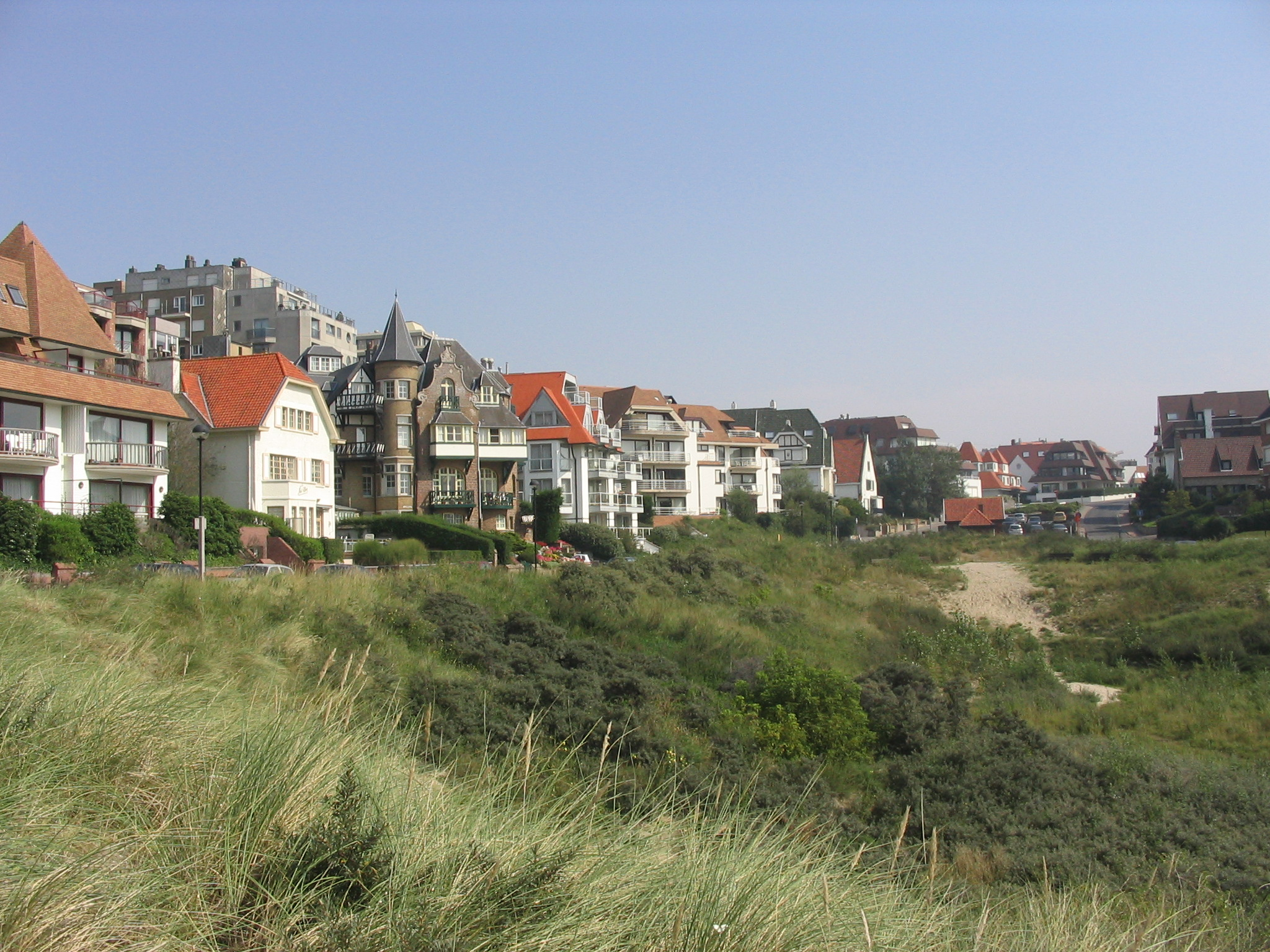
Knokke fue la principal locación de rodaje de la serie

Knokke Off es una coproducción entre la productora Dingie y la televisión pública flamenca Vlaamse Radio- en Televisieomroeporganisatie, así como el servicio de streaming, Netflix.
El rodaje tuvo lugar en el verano boreal de 2022, principalmente en Knokke. La serie se lanzada oficialmente en la plataforma de streaming flamenca VRT MAX el 12 de mayo de 2023, antes de emitirse en el canal flamenco VRT 1 desde el 3 de agosto. En los Países Bajos, la serie estuvo disponible en Netflix desde el 19 de julio.No obstante, se lanzó mundialmente bajo el título de High Tides en Netflix el 7 de diciembre.
En diciembre de 2023, la compañía confirmó la realización de una segunda temporada de la serie. La producción de la misma comenzó en febrero de 2024.

## Recepción

### Crítica
Knokke Off recibió críticas generalmente positivas. Stefan Werbrouck de la revista flamenca HUMO escribió que la serie era «más emocionante, más atrevida y simplemente mejor que todas las demás producciones de VRT de esa primavera». Por su parte, Elmo Lê Van, del periódico De Morgen destacó las actuaciones de Pommelien Thijs ("Louise") y Willem De Schryver ("Alex"), y comentó que la serie era «fascinante y simplemente excelente».
Marc Reynebeau del periódico De Standaard, consideró que Knokke Off era "absolutamente poco creíble". Comentó que cuenta con personajes unidimensionales, tramas entrecortadas y que los personajes secundarios van y vienen sin lógica interna. Omar Larabi, de la asociación de televisión pública holandesa BNNVARA, lamentó que los guionistas recurrieran a menudo a clichés y nunca hicieran tangible la vida en la base de la escala social; criticó la serie por ser sólo un programa más centrado en la vida de los jóvenes ricos.
En diciembre de 2023, Knokke Off fue uno de las 10 series nominadas al premio de la televisión flamenca "De HA! van Humo". Los lectores de la misma revista también votaron a Knokke Off como "Mejor Serie (Nacional)" en una encuesta.

### Audiencia
A pesar de inicialmente estar disponible exclusivamente en la plataforma VRT MAX, los 10 episodios fueron vistos más de siete millones de veces en la región de Flandes en sus primeros cuatro meses. Cuando fue emitida  televisión, sus dos primeros episodios fueron vistos por medio millón de espectadores en directo y 400.000 personas adicionales en diferido. La serie también tuvo éxito en los Países Bajos.
Tras ser estrenada de forma mundial por Netflix fuera de Bélgica y los Países Bajos, la serie logró posicionarse en el Top 5 mundial de las series de habla no inglesa de Netflix más vistas en diciembre de 2023. Ocupó el segundo puesto en España, Uruguay, Argentina y Alemania, así como el tercer puesto en Austria.